# Acorn System 3
L'Acorn System 3 era un home computer a 8 bit prodotto dalla Acorn Computers nel 1980. Era il successore dell'Acorn System 2 ed era dotato di un floppy disk drive. 
Il System 3 era dotato di un processore MOS 6502 operante alla frequenza di 1 MHz.
L'Acorn Atom prodotto in seguito fu una versione a prezzo ridotto del System 3.